# Европски савет
Европски савет (енгл. The European Council) је састанак председника држава или председника влада држава чланица Европске уније, министара спољних послова, као и председника Европске комисије. Министри спољних послова и председник Европске комисије имају само саветодавну функцију. Одлуке Европског савета су обавезујуће за институције Европске уније. Савет има моћ да одређује политички смер Европске уније.

## Састав и начин рада
Челници држава или влада земаља Европске уније састају се најмање два пута у години (мај, децембар, а по потреби још највише два пута како би расправљали на неформалним састанцима о појединим темама) заједно с председником Европске комисије како би расправљали о питањима битним за Унију, и дали политички подстицај за даље активности. То политичко тело има кључну улогу у усаглашавању интереса и ставова држава чланица. Унутар Европског савета посебно је истакнута улога председника Савета. Ту функцију сваких шест месеци врши председник оне државе која председава Европском унијом. Председнику Европског савета поверена су следећа овлашћења. Председавање и руковођење, припрема састанака, обезбеђење континуитета рада, подстицање консензуса и кохезије, подношење извештаја Европском парламенту после сваког заседања и представљање Уније у области заједничке спољне и безбедносне политике. Европски савет може да доноси правно обавезујуће акте, а тада се сматра да их је донео Савет ЕУ у саставу председника држава или влада будући да сам Европски савет није формално тело које може само да доноси одлуке. Он то ретко чини. Европски савет не треба мешати са Саветом Европске уније (које се назива још и Саветом министара ЕУ) које је засебно тело Европске уније, нити са Саветом Европе, које је засебна међународна организација са седиштем у Стразбуру, одвојена од ЕУ.

## Историјат
Европски савет се развио из повремених састанака на врху (самита) председника држава и влада држава чланица Европске економске заједнице шездесетих година 20. века. Овакви састанци постали су од 1975. године редовна пракса два пута годишње на иницијативу тадашњег француског председника Валери Жискар Д'Естена (први се одржао у Даблину за време ирског председавања Саветом Европске уније). Формално је признат 1986. године Актом о једној Европи (Single European Act). Тим актом, међутим регулисан је само састав и број годишњих заседања Европског савета. Уговор из Мастрихта преузима и дограђује ово решење. У њему се Европски савет помиње у оквиру заједничких одредаба као орган Европске уније, али не међу институцијама или телима Заједница утемељеним њиховим оснивачким уговорима. Уговори из Амстердама и Нице нису ништа битније изменили у том погледу, тако да је Европски савет формално остао ван институционалне структуре Заједница као првог, централног стуба Уније. Међутим Лисабонски уговор укључује Европски савет међу главне органе или институције Уније.

## Надлежност
Надлежност Европског савета регулисана је на општи начин и посебним одредбама које се односе на одређене области деловања Европске уније. Његова општа надлежност састоји се у праву да даје неопходне подстицаје за развој ЕУ и утврђује опште политичке смернице и приоритете у деловању Уније. Овај његов основни задатак остаје непромењен и након усвајања Лисабонског уговора. Посебне одредбе о надлежности везане су за економску политику запошљавања и заједничку спољну и безбедносну политику. Поред тога, Европски савет има посебна овлашћења у случају тешког кршења људских и основних права као и у поступку предлагања и именовања чланова других органа ЕУ. Лисабонским уговором Европском савету поверен е су и неке потпуно нове надлежности. Као нова надлежност Европском савету поверено је право да одлучује о формацијама у којима ће се састајати министри држава чланица окупљени у Савету и доносити законодавна акта. У Лисабонском уговору су као основни начини деловања овог органа предвиђени Савет за опште послове и савет за спољне послове.
Најзначајнију новину представља овлашћење савета да мења Уговором прописан законодавни поступак, као и начин одлучивања у Савету. Реч је о поједностављеном или олакшаном поступку измена текста уговора без формалне ревизије његових одредаба. Тако је Европском савету дато право да донесе одлуку о преласку са посебног на редовни законодавни поступак. Практично то значи да законодавни акт на предлог Комисије доносе Савет и Европски парламент заједнички и на равноправној основи уместо да то чини само Савет уз учешће Европског парламента. С друге стране, Европски савет може донети одлуку о преласку са једногласности у Савету на одлучивање квалификованом већином. Из тога су изузете одлуке које имају војне последице или спадају у област одбране.

## Председништво у Европском савету
| Председништво у Европском савету и у Савет Европске уније        |                     |      |                             |      |                      |
| година, председник државе/владе земље (1. половина, 2. половина) |                     |      |                             |      |                      |
| 2007                                                             | Немачка, Португал   | 2008 | Словенија, Француска        | 2009 | Чешка, Шведска       |
| 2010                                                             | Шпанија, Белгија    | 2011 | Мађарска, Пољска            | 2012 | Данска, Кипар        |
| 2013                                                             | Ирска, Литванија    | 2014 | Грчка, Италија              | 2015 | Летонија, Луксембург |
| 2016                                                             | Холандија, Словачка | 2017 | Малта, Уједињено Краљевство | 2018 | Естонија, Бугарска   |
| 2019                                                             | Аустрија, Румунија  | 2020 | Финска,                     |      |                      |